# Region Loreto
Region Loreto – największy z 25 regionów w Peru. Stolicą jest miasto Iquitos. Leży na terenie Amazonii.

## Podział administracyjny regionu
Region Loreto podzielony jest na 8 prowincji, które obejmują 55 dystrykty.
| Prowincja               | Stolica prowincji        | Liczba dystryktów | UBIGEO |
| ----------------------- | ------------------------ | ----------------- | ------ |
| Maynas                  | Iquitos                  | 13                | 1601   |
| Alto Amazonas           | Yurimaguas               | 6                 | 1602   |
| Loreto                  | Nauta                    | 5                 | 1603   |
| Mariscal Ramón Castilla | Caballococha             | 4                 | 1604   |
| Putumayo                | San Antonio del Estrecho | 4                 | 1605   |
| Requena                 | Requena                  | 11                | 1606   |
| Ucayali                 | Contamana                | 6                 | 1607   |
| Datem del Marañón       | San Lorenzo              | 6                 | 1608   |